# Jay Abraham
Jay Abraham (8 de enero de 1949) es un ejecutivo de negocios, orador de conferencias y autor estadounidense. Es conocido por desarrollar estrategias en la industria del marketing de respuesta directa en la década de 1970.  En 2000, Forbes lo incluyó entre los cinco mejores coaches ejecutivos de Estados Unidos.  Es el fundador y director ejecutivo de Abraham Group, una empresa de consultoría de marketing para empresas. 

## Vida personal
Jay Abraham nació el 8 de enero de 1949 en Indianápolis, Indiana. Vive en el condado de Los Ángeles, California, con su esposa e hijos. 

## Carrera
Abraham es el fundador y director ejecutivo de The Abraham Group, que ofrece consultoría empresarial centrada en el marketing de respuesta directa. Su clientela abarca desde pequeñas organizaciones empresariales hasta grandes corporaciones internacionales. Es autor de libros que analizan estrategias económicas tras la recesión de principios de la década de 1990 y la recesión de 2008. Además, es redactor de respuesta directa.

## Membresías de la junta directiva
- EFactor.com – Junta de asesores (2011-presente) [5]

## Obras publicadas
- Abraham, Jay (2000). Getting Everything You Can Out of All You've Got: 21 Ways You Can Out-Think, Out-Perform, and Out-Earn the Competition, Truman Talley Books, 384 pages. ISBN 978-0312204655
- Abraham, Jay (2009). The Sticking Point Solution: 9 Ways to Move Your Business from Stagnation to Stunning Growth in Tough Economic Times, Vanguard Press, 272 pages. ISBN 978-1593155100
- Abraham Jay, Jason Williford (2021). The Ultimate Real Estate Machine: How Team Leaders Can Build a Prestigious Brand and Have Explosive Growth with More Freedom and Less Risk, 254 páginas.

## Televisión y cine
- Documental de Jay Abraham (2019). Getting Everything You Can Out of All You've Got: The Jay Abraham Story.[6]